# Fabio Dolfi
Fabio Dolfi (1966) è un astronomo amatoriale italiano.

## Biografia
| 246153 Waltermaria | 15 agosto 2007 |
| 304813 Cesarina    | 16 agosto 2007 |
| 309227 Tsukiko     | 16 agosto 2007 |

Il Minor Planet Center gli accredita le scoperte di tre asteroidi, effettuate tutte nel 2007 in collaborazione con Michele Mazzucato.

## Omaggi
Gli è stato dedicato l'asteroide 26177 Fabiodolfi.